# Адмирал Корнилов (бронепалубный крейсер)
«Адмирал Корнилов» — бронепалубный крейсер 1-го ранга Российского императорского флота. Нёс службу на Балтике и водах европейских морей; совершил два похода на Дальний Восток России. Участвовал в боевых действиях в Китае во время восстания ихэтуаней.
Крейсер получил своё название в честь российского военного деятеля героя Крымской войны вице-адмирала Корнилова Владимира Алексеевича.

## Конструкция
Крейсер нового типа, имевшего высокую скорость и большую дальность плавания при максимальном облегчении корпуса и защите жизненных частей с помощью одной лишь броневой палубы. Он представлял развитие «батарейного» крейсера «Сфакс» (водоизмещением 4500 т) и по характеристикам и архитектуре был близок к строившемуся во Франции крейсеру «Амираль Сесиль». Новшеством в русском флоте было применение в качестве вспомогательных водотрубных котлов Бельвиля. Сравнительно крупный корабль защищался броневой палубой, имел мощное вооружение и полное парусное оснащение барка с площадью парусов около 1700 м², но контрактной скорости в 18 узлов достигнуть так и не смог.
- Водоизмещение:
  - расчётное: 5300 тонн
  - полное: 5880 тонн
- Размерения:
  - длина: 112,8 м
  - ширина: 14,8 м
- Осадка:
  - носом: 6,2 м
  - кормой: 7,8 м
- Бронирование:
  - палуба: 38-60 мм
  - рубка: 76 мм
- Вооружение:
  - 14 × 152,4-мм/35 открытые установки размещались по бортам на верхней палубе
  - 2 × 64-мм десантные орудия
  - 6 × 47-мм
  - 10 × 37-мм
  - 6 надводных торпедных аппаратов
- Главные механизмы: 2 горизонтальные машины тройного расширения мощностью 6580 и.л. с., 8 цилиндрических котлов
- Запас угля: 1000 тонн
- Движитель: 2 винта фиксированного шага
- Скорость:
  - под парами: 17,6 узла
  - под парусами: 10,0 узлов
- Дальность плавания: 5000 морских миль или 10000 миль при скорости 9 узлов
- Экипаж: 481 человек

## Строительство и испытания

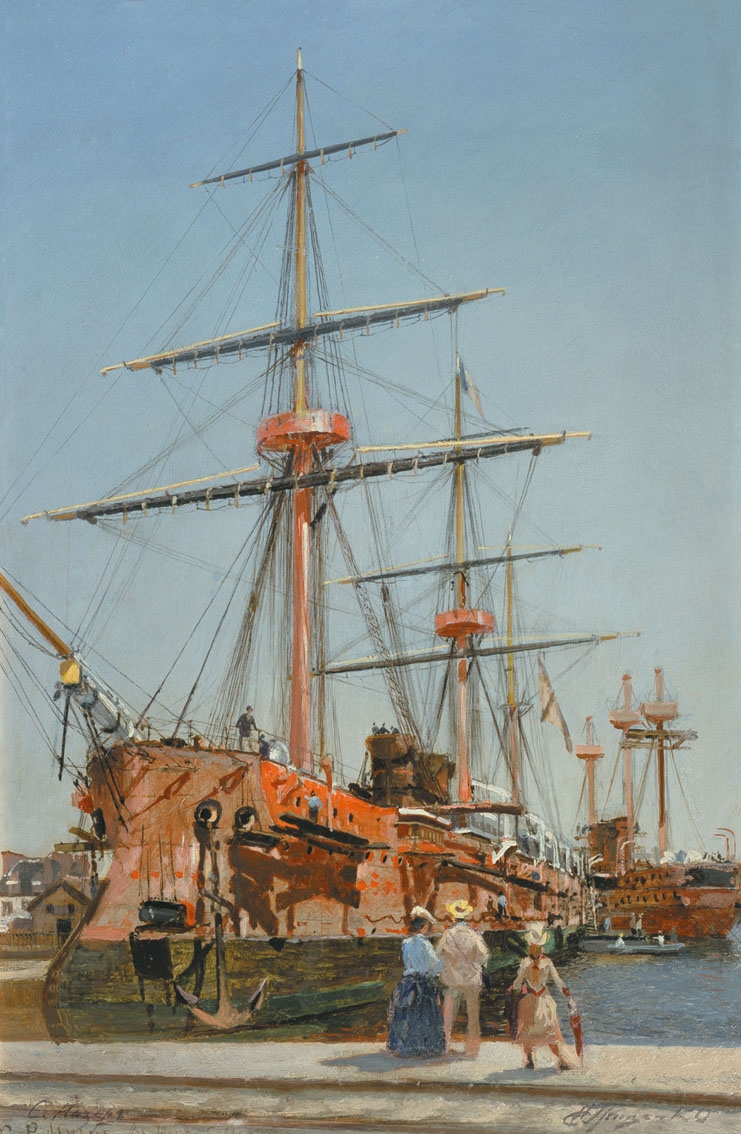
Крейсер I ранга «Адмирал Корнилов» во время постройки в Сен-Назере, в Бретани (Гриценко Н. Н., 1889).

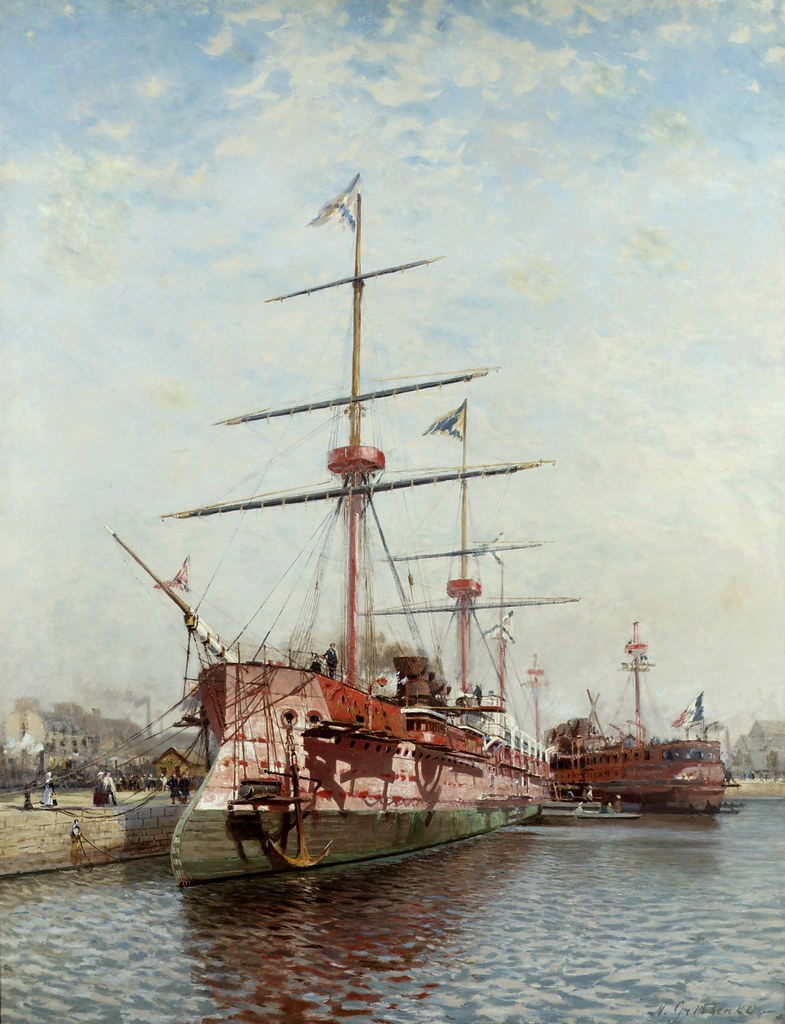
Броненосный крейсер I ранга «Адмирал Корнилов» в доках Сен-Назера в Бретани (Гриценко Н. Н., 1889).

В 1880-х годах французские крейсера «Сфакс», «Таж» и «Амираль Сесиль» спроектированные Эмилем Бертеном произвели фурор в военно-морских кругах разных стран, в том числе и в России. Видя это, французская компания «Ателье и Шантье» (фр. Ateliers et Chantiers de la Loire) вышла с предложением к российскому правительству построить крейсер, взяв за основу крейсер «Амираль Сесиль», обещая соединить в новом корабле огневую мощь и большую дальность плавания. После согласования откорректированного проекта с Морским техническим комитетом Российской империи (МТК) в 1886 году контракт был подписан в рамках судостроительной программы 1881 года.
Крейсер заложен во Франции на Луарской верфи в Сен-Назере в 1886 году. 17 ноября этого же года командиром крейсера «Адмирал Корнилов» назначен агент Морского министерства Российской империи во Франции капитан 1-го ранга Е. И. Алексеев с оставлением в должности агента. С 1887 по 1888 годы наблюдающим за постройкой крейсера был назначен штабс-капитан Н. В. Долгоруков.
Крейсер спущен на воду 28 марта 1887 года. С 9 августа 1888 года начались ходовые испытания крейсера.
19 октября 1888 года крейсер покинул Шербур и 26 октября прибыл в Кронштадт для окончательной отделки и установки артиллерийских орудий. Летом 1889 года на крейсер была установлена артиллерия, которую испытали в октябре этого же года. В августе 1889 года крейсер вступил в строй.

## Служба
Осенью 1889 года «Адмирал Корнилов» вышел в плавание в европейские воды, после чего ушёл на Дальний Восток России.

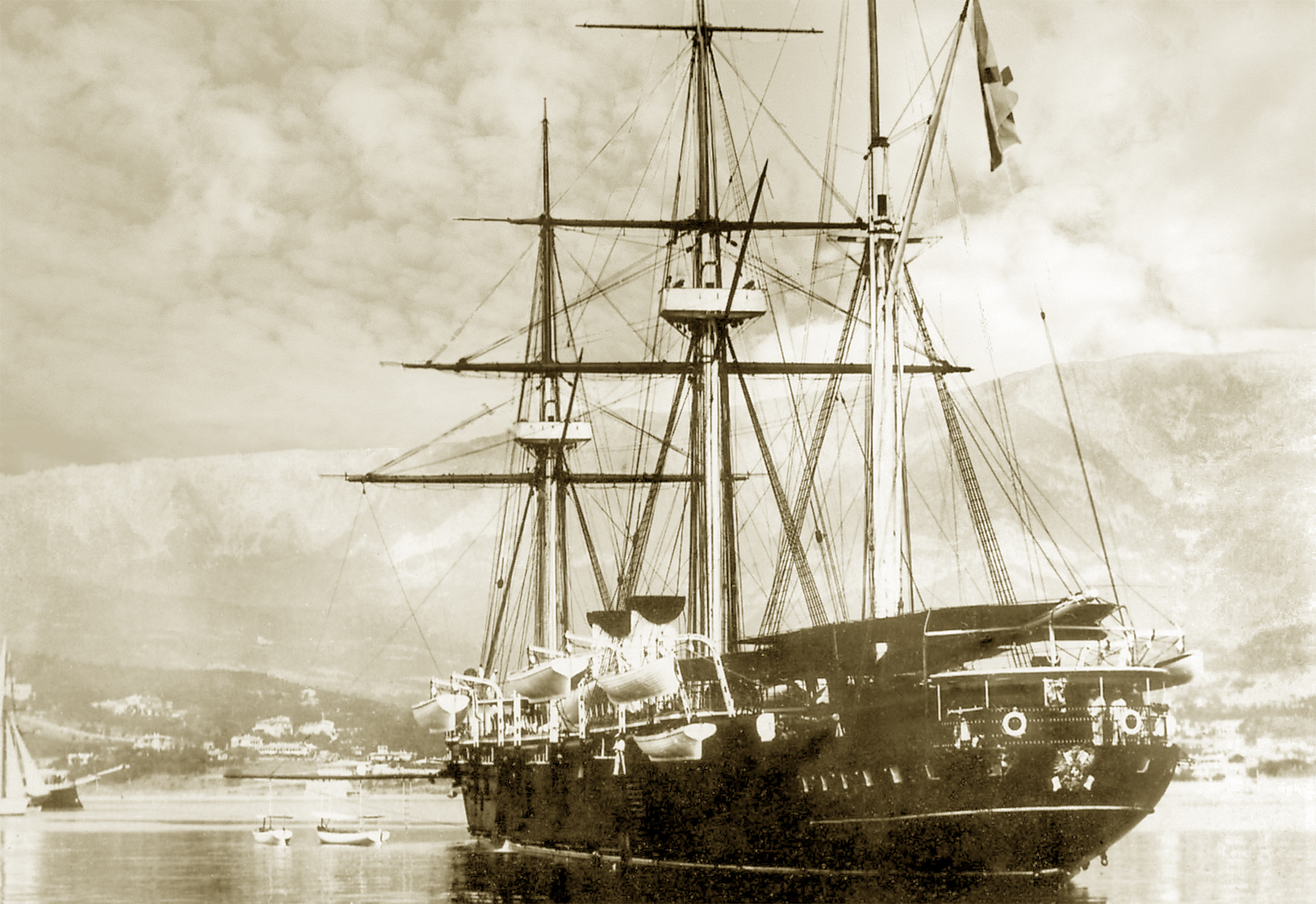
Крейсер «Адмирал Корнилов» в Пирее, 1891 год

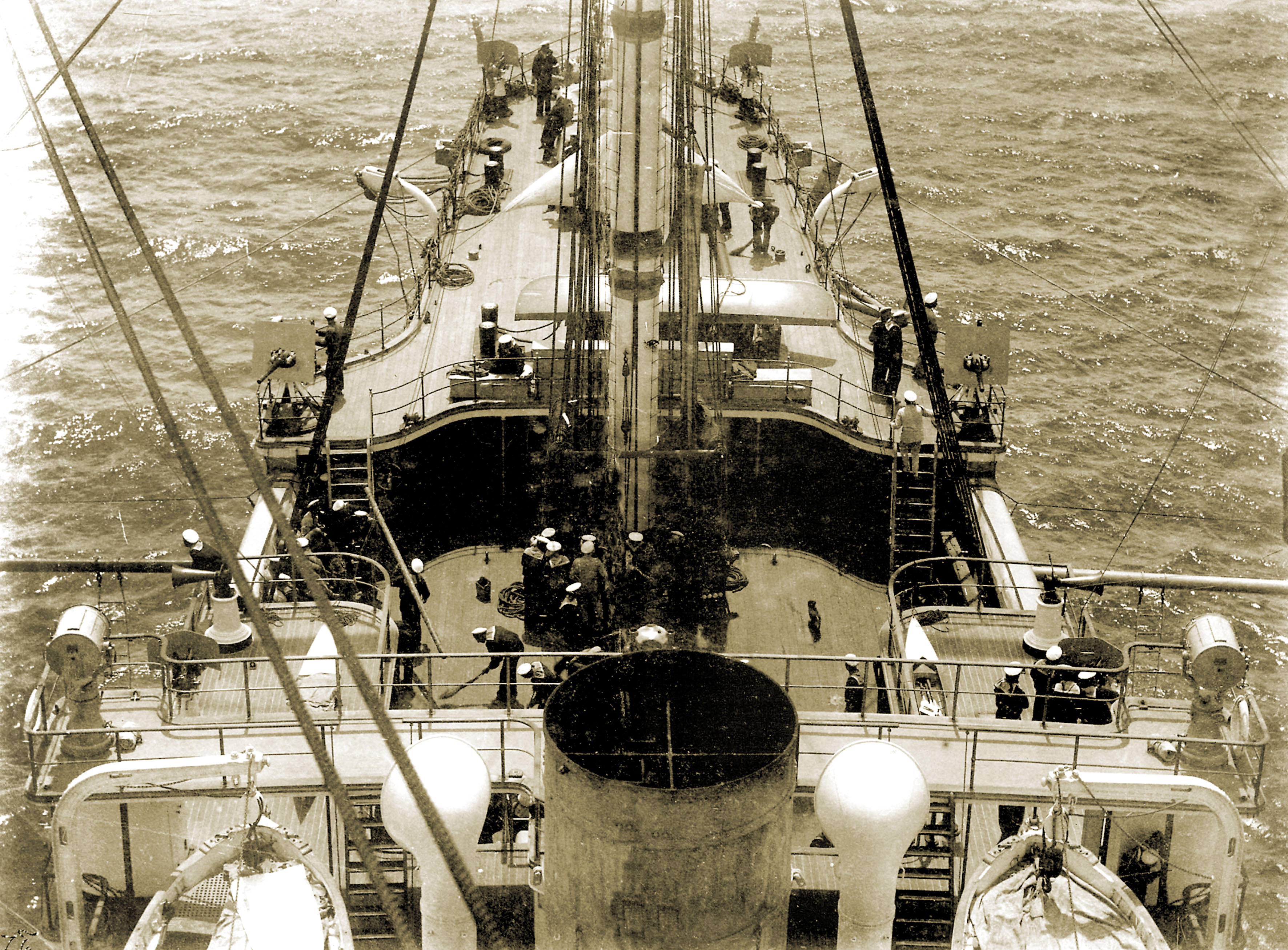
Крейсер «Адмирал Корнилов», вид на палубу с грот-марса, 1890-е годы

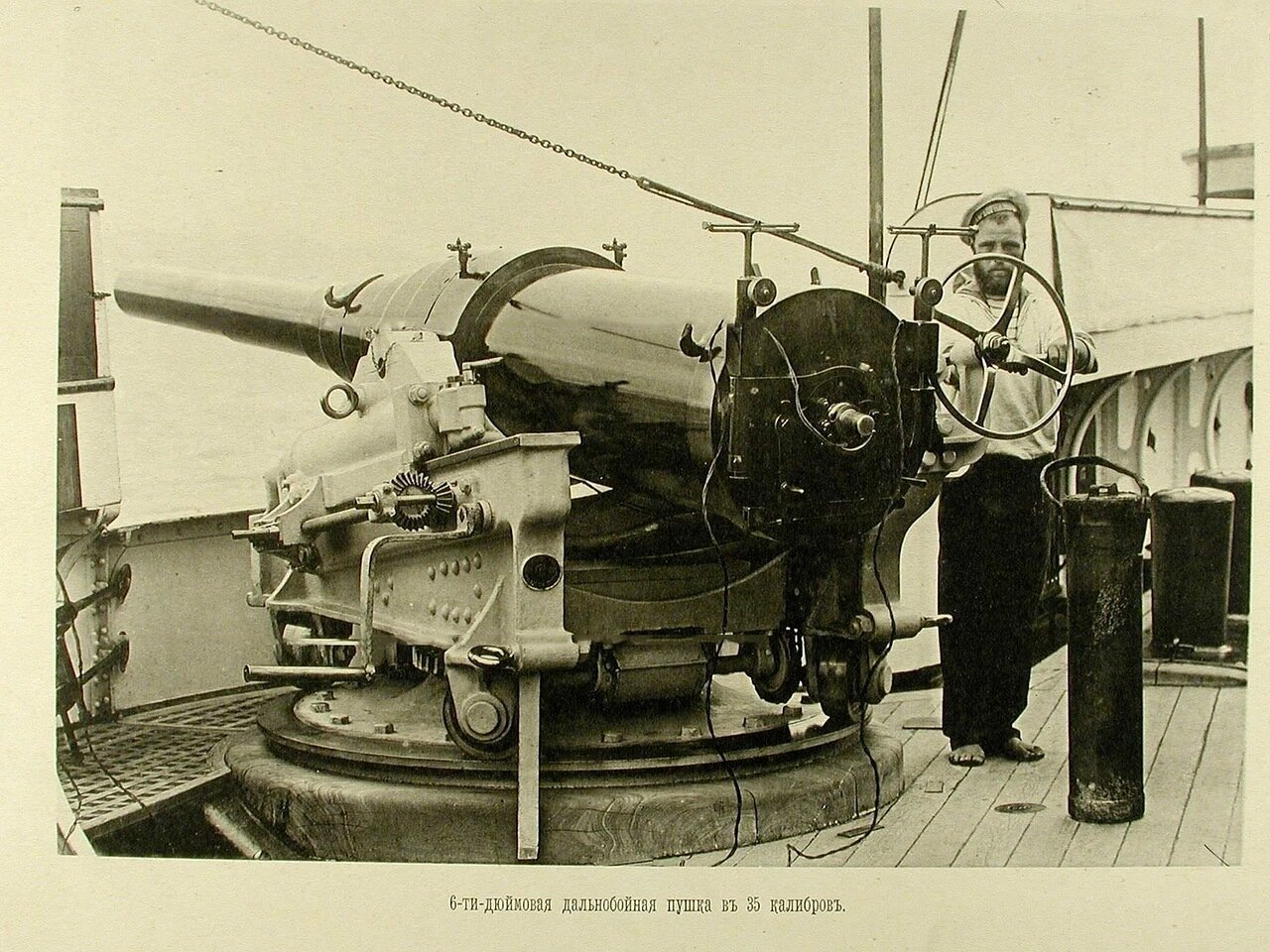
Чифу. Матрос у 6-дюймовой (152мм) пушки на палубе крейсера «Адмирал Корнилов», 1895 год

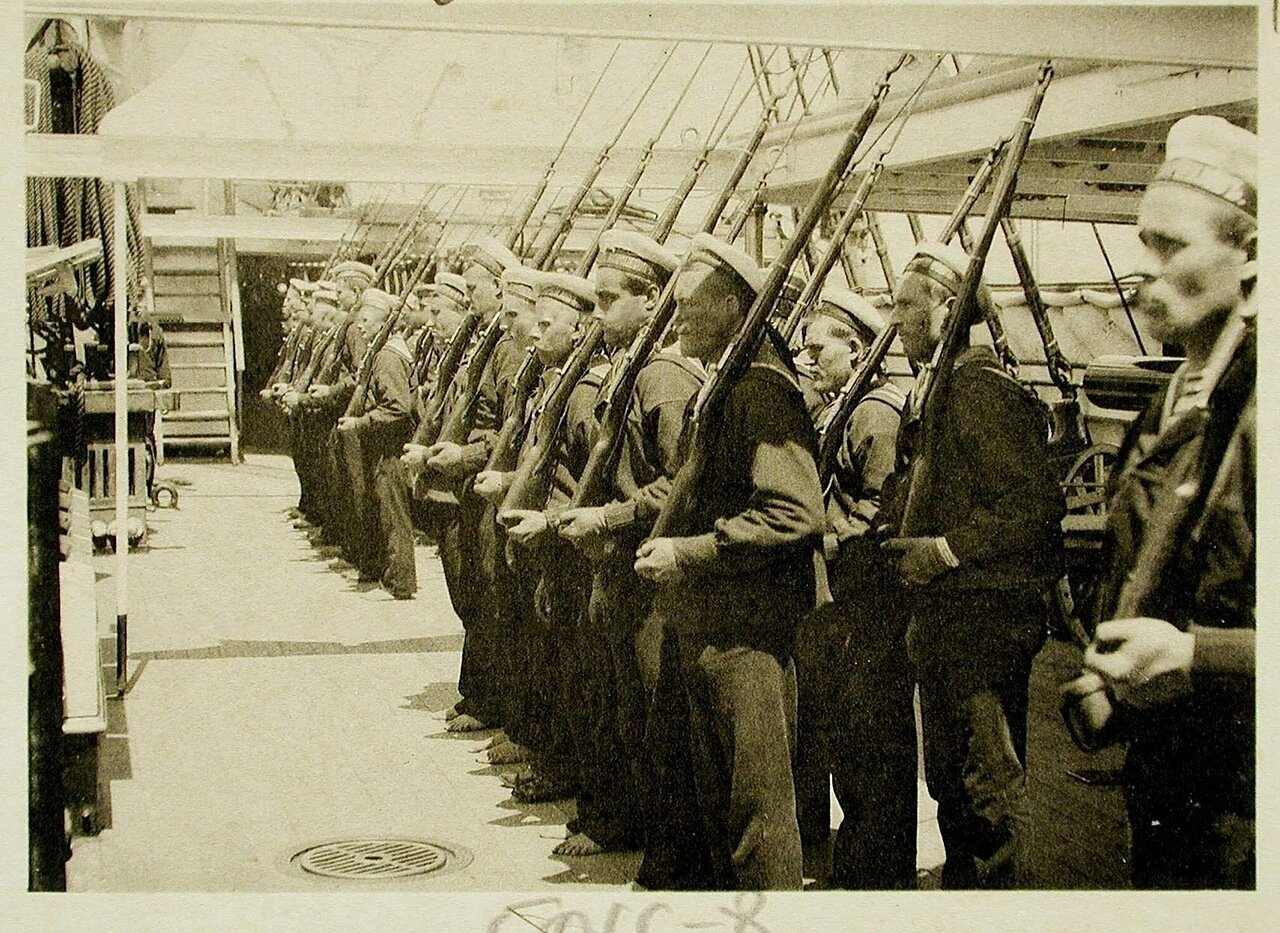
Чифу. Матросы крейсера «Адмирал Корнилов» во время обучения ружейным приёмам, 1895 год

В апреле 1890 года крейсер начали подготавливать к возвращению из Владивостока на Балтику. После торжеств, посвященных юбилею обороны Петропавловска, «Адмирал Корнилов» покинул Золотой Рог. В середине октября 1890 года крейсер прибыл в Коломбо, и 21 октября направился в Аден. Во время перехода по приказу Александра III крейсер назначен в отряд кораблей контр-адмирала В. Г. Басаргина («Память Азова» и «Владимир Мономах») с наследником цесаревичем Николаем Александровичем, великим князем Георгием Александровичем и принцем греческим Георгом на борту в плавании в Индию и Японию. 11 декабря отряд прибыл в Бомбей. В Бомбее Георгий Александрович серьёзно заболел, и по распоряжению Александра III великий князь перешел на крейсер «Адмирал Корнилов» и 18 января 1891 года отправился в Петербург. Во время вынужденной стоянки в Пирее для пополнения запаса угля, корабль задержался на несколько недель до конца февраля. 9 марта 1891 года крейсер перечислили в 7-й флотский экипаж.
После возвращения на Балтику крейсер находился в плаваниях по Средиземному и Чёрному морям. 19 августа 1891 года «Адмирал Корнилов» возвратился в Кронштадт.
1 февраля 1892 года крейсеру присвоили 1-й ранг и перевели в 4-й флотский экипаж. 18 мая 1892 года крейсер перевели в 6-й флотский экипаж.
6 октября 1892 года «Адмирал Корнилов» вновь ушел на Дальний Восток России, где присоединился к Тихоокеанской эскадре. В декабре 1894 года в связи с агрессивной политикой Японии корабли под флагом вице-адмирала С. П. Тыртова: «Адмирал Корнилов», «Рында», «Адмирал Нахимов» и «Забияка» по особому распоряжению собрались на рейде Нагасаки, также ожидался подход «Бобра». В помощь Тихоокеанской эскадре был отправлен С. О. Макаров на броненосце «Император Николай I» с эскадрой Средиземного моря. Такие меры остудили порывы японцев и они от активных действий отказались.
В апреле 1895 года в китайском порту Чифу на крейсере был уменьшен рангоут и сняты паруса с фок- и грот-мачт. В это время корабль был в составе временно соединённых Тихоокеанской и Средиземноморской эскадр под общим командованием контр-адмирала С. П. Тыртова, которые провели военные учения.
В мае 1896 года в Золотом Роге во Владивостоке находились: флагманский броненосец «Император Николай I», крейсера «Адмирал Корнилов», «Рюрик», «Адмирал Нахимов», «Память Азова», «Крейсер» и «Забияка», минные крейсера «Всадник» и «Гайдамак», канонерские лодки «Манджур» и «Отважный», миноносцы «Уссури» и «Сунгари». В этом же году крейсер прошёл ремонт во Владивостоке, во время которого заменили все восемь главных котлов и для уменьшения нагрузки демонтировали три вспомогательных котла Бельвиля.
Начиная с 29 ноября 1897 года базирование эскадры было переведено из Владивостока в Порт-Артур, а сама эскадра стала именоваться Первая Тихоокеанская эскадра. В первых числах декабря, по предписанию командующего Тихоокеанской эскадрой Ф. В. Дубасова, отряд кораблей под флагом Реунова отправился в Порт-Артур в составе «Адмирал Корнилов», «Адмирал Нахимов», «Отважный», «Гремящий». 15 марта 1899 года Порт-Артур был передан Российской империи в аренду на 25 лет. А 16 марта состоялась торжественная церемония передачи Порт-Артура. «Адмирал Корнилов», как и другие корабли эскадры («Память Азова», «Россия», «Рюрик», «Забияка», «Гремящий», «Отважный» и «Саратов»), участвовал в праздничном параде кораблей. В 8 часов утра великий князь Кирилл Владимирович поднял Андреевский флаг на сигнальной мачте Золотой горы, одновременно с подъёмом флагов на кораблях. В ознаменование события корабли эскадры дали салют в 21 выстрел. 14 сентября император пожаловал: …За труды по занятию портов Квантунского полуострова Артур и Талиенван ордена офицерам штаба начальника Тихоокеанской эскадры, кораблей «Сисой Великий», «Наварин», «Россия», «Рюрик», «Память Азова», «Адмирал Корнилов», «Дмитрий Донской», «Владимир Мономах», «Забияка», «Всадник», «Гремящий», «Отважный», «Кореец», «Манджур», «Сивуч» и пароходов Добровольного флота «Ярославль», «Саратов», «Екатеринославль», «Владимир», «Петербург» и «Воронеж»….
Во время восстания ихэтуаней в Китае крейсер под командованием капитана 1-го ранга Н. А. Матусевича участвовал в боевых действиях. Со 2 июля по 3 августа 1900 года доставил из Порт-Артура в устье реки Пейхо и конвоировал к Таку морские десанты и сухопутные войска — сводную роту поручика С. Л. Станкевича, состоящую из 186 русских солдат для сражения за крепости. С 7 по 28 сентября этого же года участвовал во взятии укреплений у города Лутая и занятию Шаньхайгуаня.
К началу марта 1901 года крейсер находился у Таку. 11 марта контр-адмирал М. Г. Веселаго перенёс свой флаг с пришедшей на кануне на рейд канонерской лодки «Гиляк» на бронепалубный крейсер «Адмирал Корнилов». 13 марта «Адмирал Корнилов», «Дмитрий Донской» и «Гиляк» перешли в Порт-Артур.
В 1902 году крейсер вернулся на Балтику, где и продолжил службу в составе учебного отряда судов Морского кадетского корпуса. Четыре 152-мм орудия были сняты.
В начале осени 1904 года было принято решение усилить 2-ю эскадру Тихого океана З. П. Рожественского кораблями Балтийского флота. 11 октября на совещании под руководством генерал-адмирала было принято решение создать 3-ю Тихоокеанскую эскадру и отправить её двумя эшелонами на Дальний Восток.

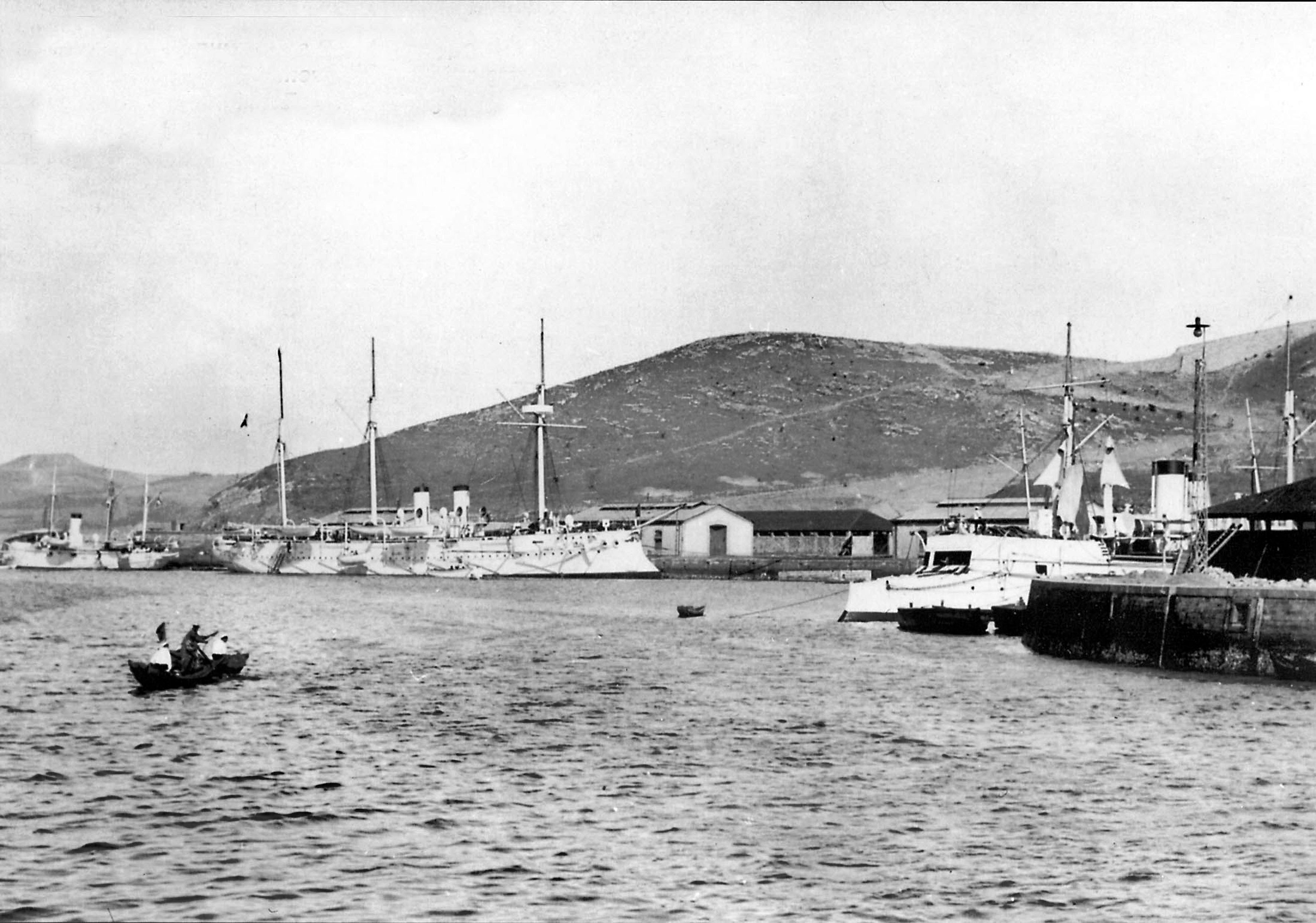
Слева направо — «Забияка», «Адмирал Корнилов» и «Сивуч» в Восточном бассейне Порт-Артура, 1900—1901 годы

Эскадру возглавил контр-адмирал Н. И. Небогатов. В 1-й эшелон вошли «Император Николай I», «Адмирал Ушаков», «Адмирал Сенявин», «Генерал-адмирал Апраксин», «Владимир Мономах»; во 2-й эшелон вошли «Император Александр II», «Слава», «Адмирал Корнилов», «Память Азова» и минные крейсера. Снаряжение кораблей первого эшелона началось в Кронштадте в декабре 1904 года. В результате спешной подготовки многие матросы не попали на свои корабли, так как были списаны на берег в отпуска, и команды пришлось комплектовать неопытными моряками. Корабли стали покидать Либаву с 3 февраля 1905 года и уже 14—15 мая они участвовали в Цусимском сражении. После поражения было принято решение не отправлять корабли второго эшелона. 29 сентября 1905 года «Адмирал Корнилов» переведён в крейсера 2-го ранга.
4 ноября 1906 года крейсер перечислен из 6-го флотского экипажа в 4-й флотский экипаж.
С 27 сентября 1907 года перечислен в разряд учебных судов.
8 декабря 1907 года крейсер причислили к дивизии миноносцев Балтийского флота с зачислением в разряд судов резерва 2-й категории.
12 ноября 1909 года «Адмирал Корнилов» зачислен в УМО.
17 июня 1910 года возвращён в класс крейсеров 1-го ранга.
15 апреля 1911 года сдан к Кронштадтскому порту и 2 мая этого же года исключён из списков судов флота как непригодный к дальнейшей службе.

## Известные люди, служившие на корабле

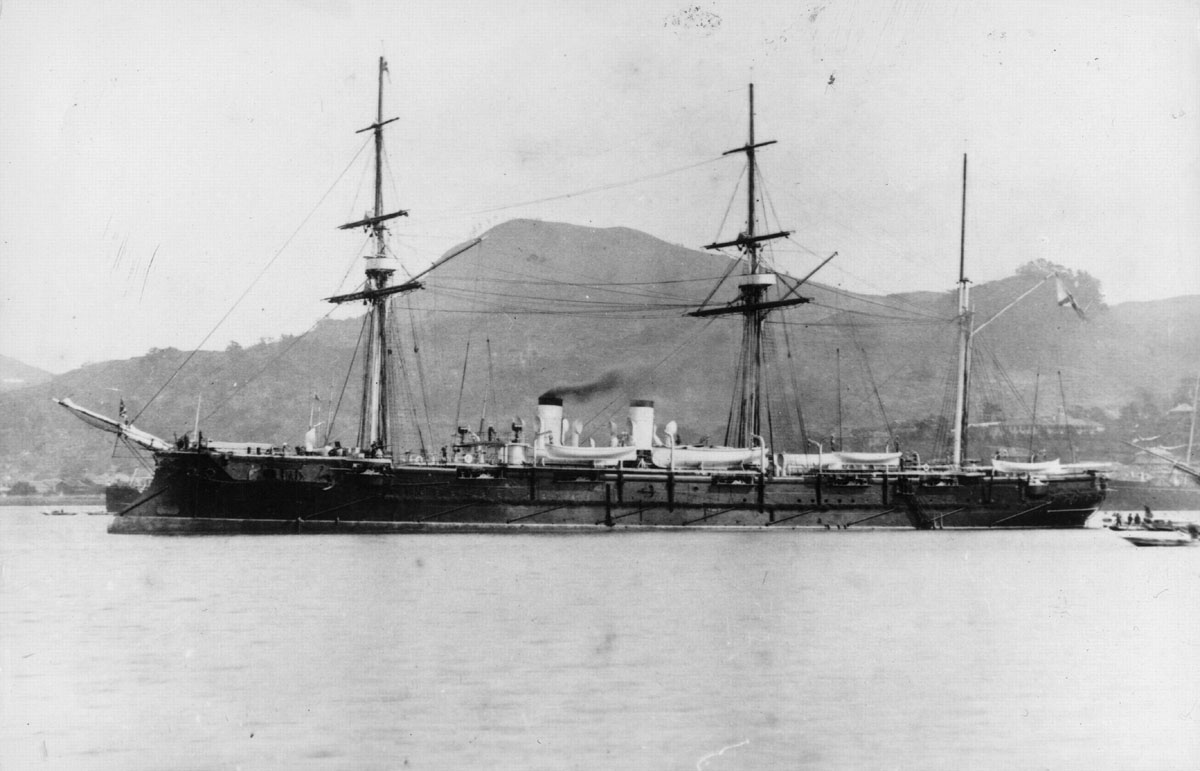
Крейсер на рейде

### Командиры
- 17.11.1886—09.09.1891: капитан 1-го ранга Е. И. Алексеев 1-й
- 09.09.1891—10.01.1894: капитан 1-го ранга М. И. Ельчанинов
- 10.01.1894—16.10.1895: капитан 1-го ранга П. Н. Вульф
- 16.10.1895—20.09.1896: капитан 2-го ранга К. Л. Ергомышев
- 20.09.1896—09.06.1897: капитан 1-го ранга П. П. Молас 1-й
- 09.06.1897—01.06.1899: капитан 1-го ранга С. С. Черкасс
- 01.06.1899—23.06.1899: капитан 2-го ранга Н. М. Яковлев (ВРИО)
- 23.06.1899—18.04.1900: капитан 1-го ранга И. Л. Петров 1-й (назначен 7 июня 1899 года)
- 18.04.1900—06.08.1900: капитан 1-го ранга Н. А. Матусевич 1-й
- 06.08.1900—06.09.1900: капитан 1-го ранга А. Т. Тарасов
- 06.09.1900—25.10.1904: капитан 1-го ранга П. Ф. Нельсон-Гирст
- 25.10.1904—25.04.1905: капитан 1-го ранга К. П. Арнаутов 1-й
- 25.04.1905—26.09.1905: капитан 2-го ранга Б. Н. Мартынов
- 26.09.1905—29.05.1906: капитан 2-го ранга А. В. Петров 4-й
- 29.05.1906—02.10.1906: капитан 1-го ранга И. В. Студницкий
- 02.10.1906—18.06.1907: капитан 2-го ранга А. Н. Стратанович
- 18.06.1907—13.10.1908: капитан 2-го ранга В. Е. Лахтин
- 02.02.1909—14.10.1909: капитан 2-го ранга А. В. Плотто
- 14.10.1909—14.03.1911: капитан 2-го ранга, капитан 1-го ранга В. Я. Ивановский

### Старшие офицеры
- ??.??.1889—??.??.1890: лейтенант В. Ф. Руднев
- ??.04.1890—17.02.1891: капитан 2-го ранга В. Ф. Шульц
- ??.??.1891—??.??.1893: лейтенант К. П. Иессен
- ??.??.1893—??.??.1895: капитан 2-го ранга И. К. Григорович
- 29.07.1896—??.??.1897: капитан 2-го ранга Н. Г. Лишин
- 05.11.1901—20.02.1899: капитан-лейтенант К. А. Панфёров
- 02.03.1901—??.??.1901: лейтенант Е. В. Клюпфель
- ??.??.1901—23.06.1903: лейтенант Н. И. Бахметьев
- ??.??.1906—??.??.1907: лейтенант А. И. Непенин

### Другие должности
- ??.??.1888—01.04.1890: минный механик младший инженер-механик Л. Р. Шведе
- 01.08.1889—??.??.1889: лейтенант В. Ф. Руднев
- ??.??.1889—??.??.1891: В. Л. Кузьмин-Короваев
- ??.??.1890—??.??.1891: вахтенный офицер мичман К. П. Мордовин
- 29.10.1890—23.01.1891: вахтенный офицер мичман Ф. В. Раден
- ??.??.1892—??.??.1896: минный офицер мичман Д. П. Шумов
- ??.??.1892—??.??.1897: мичман Н. Г. Львов
- ??.??.1894—??.??.1895: мичман П. П. Шмидт
- ??.01.1895—??.??.1895: старший минный офицер минный офицер 1-го класса К. Ф. Шульц
- ??.??.1896—??.??.1896: вахтенный начальник мичман Н. М. Белкин[8]
- ??.??.1897—??.??.1898: лейтенант В. Л. Кузьмин-Короваев
- ??.??.1898—??.??.1899: лейтенант П. И. Паттон-Фантон-де-Веррайон
- ??.??.1900—??.??.1900: вахтенный начальник лейтенант Н. И. Бахметьев
- 01.05.1902—06.08.1902: вахтенный начальник лейтенант А. П. Штер
- ??.??.1905—??.??.1907: старший инженер-механик подполковник Корпуса инженер-механиков флота А. К. Моннерот дю Мэн
- ??.??.1904—??.??.1904: вахтенный начальник лейтенант Н. Ф. Мисников
- 31.06.1891—??.??.1???: инженер-механик А. О. Трахтенберг
- ??.??.19??—??.??.19??: фельдшер Дмитрий Емельянов